# Pascua Lama
Pascua Lama är en guldgruva i Chile.   Den ligger i provinsen Provincia de Huasco och regionen Región de Atacama, i den centrala delen av landet, 500 km norr om huvudstaden Santiago de Chile. Pascua Lama ligger 4 900 meter över havet.
Terrängen runt Pascua Lama är huvudsakligen bergig, men söderut är den kuperad. Trakten runt Pascua Lama är nära nog obefolkad, med mindre än två invånare per kvadratkilometer.. Det finns inga samhällen i närheten.
Trakten runt Pascua Lama är ofruktbar med lite eller ingen växtlighet.